# Saint-Lattier
Saint-Lattier est une commune française située dans le département de l'Isère en région Auvergne-Rhône-Alpes.
Positionnée dans le Sud-Grésivaudan, en limite de département de la Drôme, c'est une des communes adhérentes de la communauté de communes de Saint-Marcellin Vercors Isère et ses habitants sont dénommés les Saint-Lattiérois.

## Géographie

### Situation et description
Le territoire de la commune de Saint-Lattier est essentiellement situé dans la vallée de l'Isère, plus connu sous l'appellation du Sud Grésivaudan, dans la partie occidentale du département de l'Isère, en limite du département de la Drôme, entre les villes de Saint-Marcellin et Romans-sur-Isère.
Son environnement naturel est essentiellement composé de collines et de coteaux qui dominent la vallée.

### Climat
Pour des articles plus généraux, voir Climat d'Auvergne-Rhône-Alpes et Climat de l'Isère.
En 2010, le climat de la commune est de type climat méditerranéen altéré, selon une étude du Centre national de la recherche scientifique s'appuyant sur une série de données couvrant la période 1971-2000. En 2020, Météo-France publie une typologie des climats de la France métropolitaine dans laquelle la commune est exposée à un climat de montagne ou de marges de montagne et est dans une zone de transition entre les régions climatiques « Moyenne vallée du Rhône » et « Alpes du nord ». 
Pour la période 1971-2000, la température annuelle moyenne est de 12,7 °C, avec une amplitude thermique annuelle de 17,7 °C. Le cumul annuel moyen de précipitations est de 957 mm, avec 8,6 jours de précipitations en janvier et 5,6 jours en juillet. Pour la période 1991-2020, la température moyenne annuelle observée sur la station météorologique de Météo-France la plus proche, « Chatte_sapc », sur la commune de Chatte à 9 km à vol d'oiseau, est de 12,0 °C et le cumul annuel moyen de précipitations est de 967,8 mm,. Pour l'avenir, les paramètres climatiques de la commune estimés pour 2050 selon différents scénarios d'émission de gaz à effet de serre sont consultables sur un site dédié publié par Météo-France en novembre 2022.

### Hydrographie

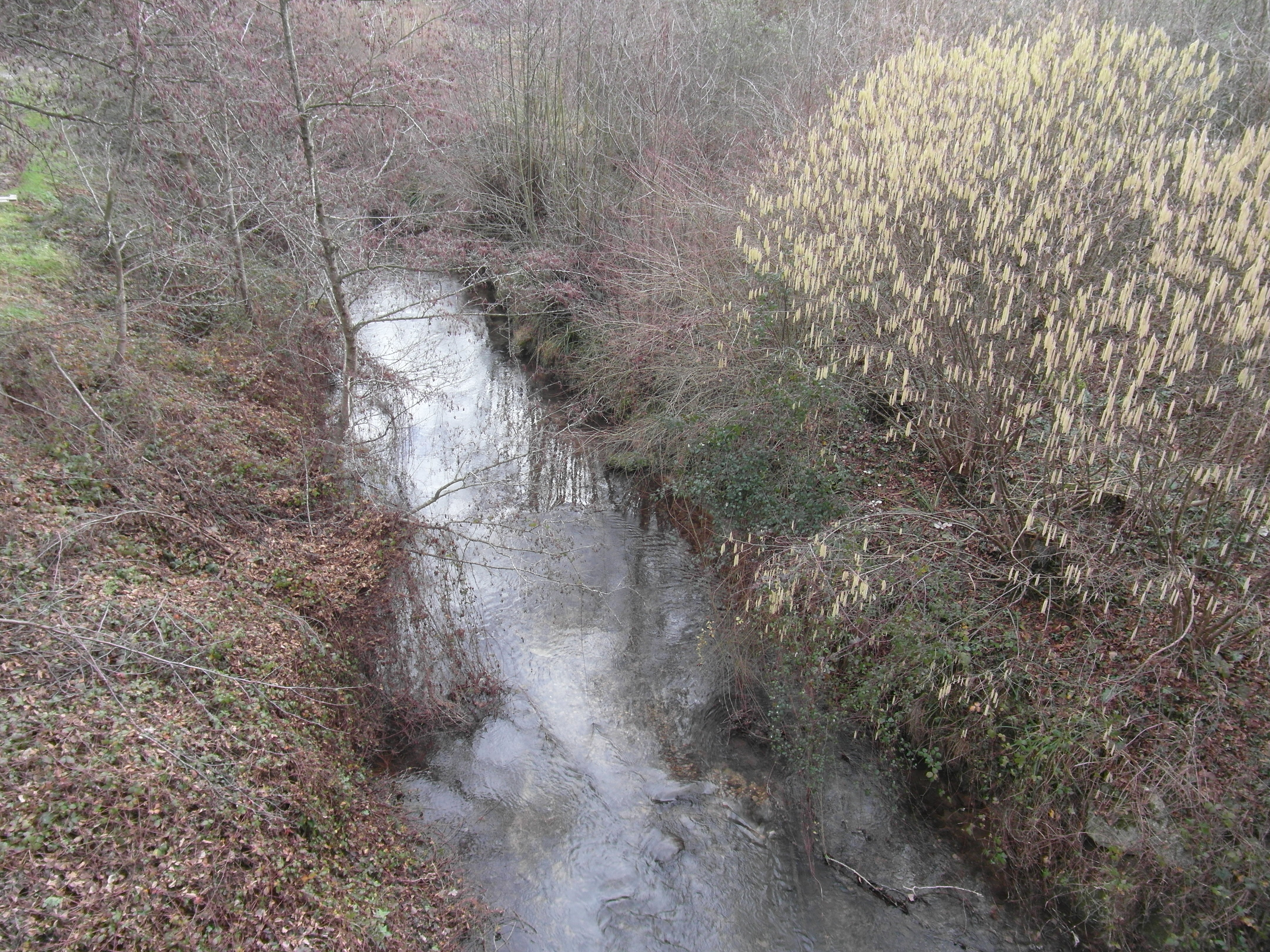
Le Furand à Saint-Lattier.

D'une longueur de 286 km, l'Isère borde la partie méridionale du territoire. Elle est également traversée (dans sa partie orientale) par un de ses affluents, le Furand, issu du plateau de Chambaran et d'une longueur de 20,5 km.
La commune est également bordée, à l'ouest, par la Joyeuse, un torrent également affluent de l'Isère et d'une longueur de 18,3 km, qui la sépare de la commune voisine Chatillon-Saint-Jean.

### Voies de communication et transport

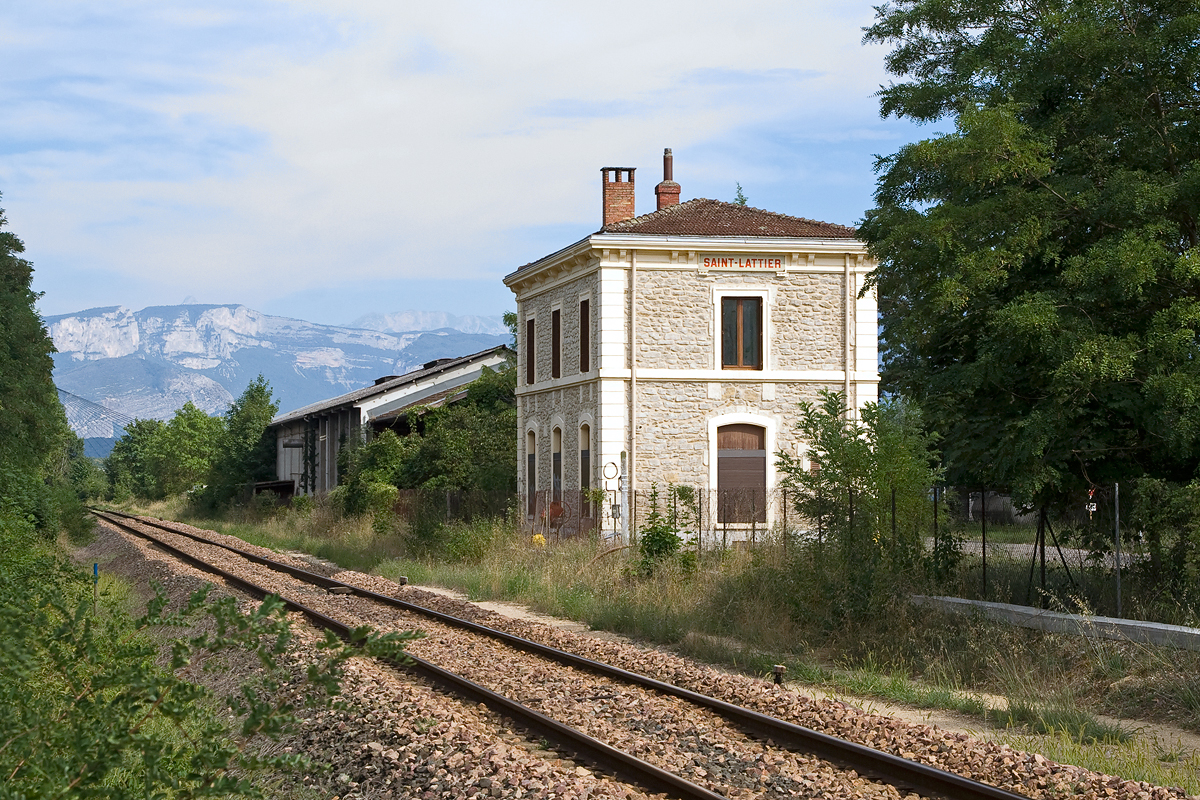
L'ancienne gare de Saint-Lattier, Ligne Valence - Moirans.

Le territoire de la commune de Saint-Lattier est traversé dans sa partie sud et est par deux voies de circulation à vocation nationale : la route départementale 1092 (RD 1092), au sud dénommée ainsi entre Romans-sur-Isère et Voiron  (qui se dénommait avant son déclassement en route nationale 92) et à l'est par l'autoroute A49 qui relie Grenoble (Voreppe) à Drôme (Bourg-de-Péage).
Depuis la fermeture de la gare de Saint-Lattier, l'arrêt ferroviaire le plus proche est la gare de Saint-Hilaire - Saint-Nazaire qui est desservie par les trains TER Auvergne-Rhône-Alpes, principalement en provenance de Valence-Ville et à destination d'Annecy via Grenoble.

## Urbanisme

### Typologie
Au 1er janvier 2024, Saint-Lattier est catégorisée commune rurale à habitat dispersé, selon la nouvelle grille communale de densité à sept niveaux définie par l'Insee en 2022.
Elle est située hors unité urbaine. Par ailleurs la commune fait partie de l'aire d'attraction de Romans-sur-Isère, dont elle est une commune de la couronne,. Cette aire, qui regroupe 30 communes, est catégorisée dans les aires de 50 000 à moins de 200 000 habitants,.

### Occupation des sols
L'occupation des sols de la commune, telle qu'elle ressort de la base de données européenne d’occupation biophysique des sols Corine Land Cover (CLC), est marquée par l'importance des territoires agricoles (63,9 % en 2018), en diminution par rapport à 1990 (64,9 %). La répartition détaillée en 2018 est la suivante : 
forêts (29,7 %), zones agricoles hétérogènes (29,4 %), terres arables (25,8 %), cultures permanentes (4,4 %), prairies (4,3 %), zones urbanisées (4,1 %), eaux continentales (2,3 %). L'évolution de l’occupation des sols de la commune et de ses infrastructures peut être observée sur les différentes représentations cartographiques du territoire : la carte de Cassini (XVIIIe siècle), la carte d'état-major (1820-1866) et les cartes ou photos aériennes de l'IGN pour la période actuelle (1950 à aujourd'hui).

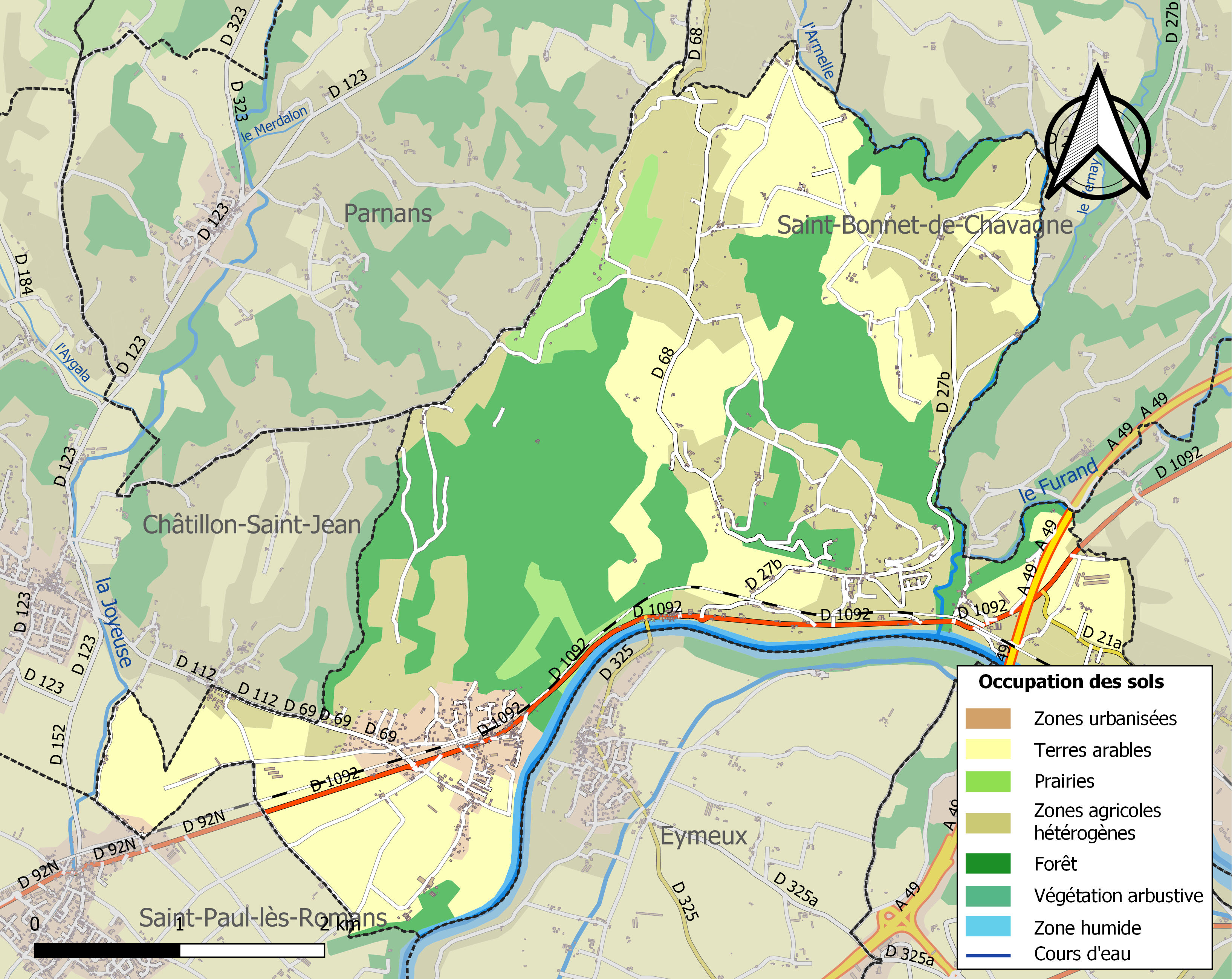
Carte des infrastructures et de l'occupation des sols de la commune en 2018 (CLC).

### Risques naturels et technologiques

#### Risques sismiques
L'ensemble du territoire de la commune de Saint-Lattier est situé en zone de sismicité n°3, mais en limite de la zone n°4 (sur une échelle de 1 à 5) qui se situe dans la partie centrale du département de l'Isère dont fait partie un grand nombre de communes Sud-Grésivaudan.
| Type de zone | Niveau            | Définitions (bâtiment à risque normal) |
| ------------ | ----------------- | -------------------------------------- |
| Zone 3       | Sismicité modérée | accélération = 1,1 m/s2                |

## Toponymie
Ernest Nègre dans sa Toponymie générale de la France (TGF) indique (§ 28188) que ce saint Lattier est l’un des 17 Eleutherius (Éleuthère en français savant) des Acta Sanctorum.

## Politique et administration

### Liste des maires
| Période                                  | Période   | Identité             | Étiquette | Qualité                                                               |
| ---------------------------------------- | --------- | -------------------- | --------- | --------------------------------------------------------------------- |
| vers 1895                                | ?         | M. Chataing          |           | Docteur en médecine, conseiller d'arrondissement du canton d'Allevard |
| avant 1981                               | 1983      | Henri Effantin       |           |                                                                       |
| 1983                                     | ?         | Pierre Burais        |           |                                                                       |
| mars 2001                                | mars 2009 | Jean-Claude Pamelard |           |                                                                       |
| mars 2009                                | mars 2014 | Gabrielle Vicat      |           |                                                                       |
| mars 2014                                | En cours  | Raymond Payen        | DVD       | Retraité                                                              |
| Les données manquantes sont à compléter. |           |                      |           |                                                                       |

## Population et société

### Démographie
L'évolution du nombre d'habitants est connue à travers les recensements de la population effectués dans la commune depuis 1793. Pour les communes de moins de 10 000 habitants, une enquête de recensement portant sur toute la population est réalisée tous les cinq ans, les populations de référence des années intermédiaires étant quant à elles estimées par interpolation ou extrapolation. Pour la commune, le premier recensement exhaustif entrant dans le cadre du nouveau dispositif a été réalisé en 2008.

En 2022, la commune comptait 1 468 habitants, en évolution de +12,15 % par rapport à 2016 (Isère : +3,07 %, France hors Mayotte : +2,11 %).
| 1793  | 1800  | 1806  | 1821  | 1831  | 1836  | 1841  | 1846  | 1851  |
| ----- | ----- | ----- | ----- | ----- | ----- | ----- | ----- | ----- |
| 1 140 | 1 205 | 1 288 | 1 423 | 1 558 | 1 550 | 1 709 | 1 781 | 1 769 |

| 1856  | 1861  | 1866  | 1872  | 1876  | 1881  | 1886  | 1891  | 1896  |
| ----- | ----- | ----- | ----- | ----- | ----- | ----- | ----- | ----- |
| 1 740 | 1 661 | 1 743 | 1 651 | 1 573 | 1 505 | 1 445 | 1 430 | 1 473 |

| 1901  | 1906  | 1911  | 1921  | 1926  | 1931 | 1936 | 1946 | 1954 |
| ----- | ----- | ----- | ----- | ----- | ---- | ---- | ---- | ---- |
| 1 400 | 1 307 | 1 276 | 1 162 | 1 125 | 934  | 892  | 850  | 896  |

| 1962 | 1968 | 1975 | 1982 | 1990  | 1999  | 2006  | 2008  | 2013  |
| ---- | ---- | ---- | ---- | ----- | ----- | ----- | ----- | ----- |
| 870  | 833  | 775  | 902  | 1 028 | 1 031 | 1 192 | 1 237 | 1 273 |

| 2018  | 2022  | - | - | - | - | - | - | - |
| ----- | ----- | - | - | - | - | - | - | - |
| 1 366 | 1 468 | - | - | - | - | - | - | - |

### Enseignement
La commune est rattachée à l'académie de Grenoble.

### Médias
Historiquement, le quotidien à grand tirage Le Dauphiné libéré consacre, chaque jour, y compris le dimanche, dans son édition du Sud Grésivaudan, un ou plusieurs articles à l'actualité du canton et de la communauté de communes, ainsi que des informations sur les éventuelles manifestations locales, les travaux routiers, et autres événements divers à caractère local.
La commune est située sur l'aire de diffusion de la radio Ici Isère, une radio publique également diffusée sur tout le territoire du département de l'Isère.

### Cultes
L'église paroissiale de Saint-Lattier, propriété de la commune, ainsi que la communauté catholique sont rattachées à la paroisse Saint-Luc du Sud-Gresivaudan, elle même dépendante du diocèse de Grenoble-Vienne.

## Culture et patrimoine

### Lieux et monuments
- Le château fort de Châteauvieux date du XIIe siècle[23].
- Église Notre-Dame-de-la-Salette de la Baudière.
- Église Saint-Laurent de Saint-Lattier.

### Personnalités liées à la commune
- Alix Berthet, député de l'Isère et cofondateur du Dauphiné Libéré, habitant de la commune où il décède en 1973
- Florian Peppuy dit Pep's (1980-), auteur-compositeur-interprète français, né dans la commune

### Héraldique
|  | Saint-Lattier possède des armoiries dont l'origine et le blasonnement exact ne sont pas disponibles. |